# Choiroblemma rhinoxunum
Choiroblemma rhinoxunum là một loài nhện trong họ Tetrablemmidae.
Loài này thuộc chi Choiroblemma. Choiroblemma rhinoxunum được Bourne miêu tả năm 1980.